# Omi (Nagano)
Omi (麻績村?) è un villaggio giapponese della prefettura di Nagano.